# 薩摩川内市立藤川小学校
薩摩川内市立藤川小学校（さつませんだいしりつ ふじかわしょうがっこう）は、鹿児島県薩摩川内市東郷町藤川にあった市立小学校。

## 概要
薩摩川内市東郷地域（旧東郷町）の北部に位置する小学校であり、2011年5月1日現在で13名、2017年3月10日現在で9名が在籍していた。校章は校区にある藤川天神（菅原神社）の臥竜梅をモチーフとしていた。また、特認校に認定されており、東郷小学校の通学区域の児童は藤川小学校への通学が可能になっていた。
2017年、旧東郷町の区域にある南瀬小学校、山田小学校、鳥丸小学校とともに、東郷小学校へ統合。さらに東郷中学校との小中一貫教育校を設置することが検討されている。

## 沿革
- 1872年（明治5年） - 施設藤川小学校設置。
- 1878年（明治11年） - 藤川小学校と改める。
- 1886年（明治19年） - 藤川簡易小学校と改める。
- 1892年（明治25年） - 藤川尋常小学校と改める。
- 1926年（大正15年） - 藤川高等尋常学校と改め、高等科を設置する
- 1941年（昭和16年） - 藤川国民学校と改める。
- 1947年（昭和22年） - 上東郷村立藤川小学校と改める。
- 1952年（昭和27年） - 上東郷村が町制施行に伴い東郷町立藤川小学校と改める。
- 1963年（昭和38年） - 同敷地内にあった藤川中学校が東郷中学校に併合される。
- 2004年（平成16年） - 東郷町が薩摩川内市へ合併し、薩摩川内市立藤川小学校と改める。
- 2017年（平成29年） - 薩摩川内市立東郷小学校へ統合され，139年の歴史に幕がおろされた。

## 通学区域
藤川小学校の通学区域は東郷町藤川の大字の区域が指定されている（但し、特認校制度を利用して通学する生徒を除く）。

## 進学先
- 薩摩川内市立東郷中学校など